# Åsby, Lista
Åsby är en by i Lista socken, Eskilstuna kommun.
Byn omtalas i skriftliga handlingar första gången 1446 men är sannolikt äldre, vild byn finns ett gårdsgravfält från yngre järnålder med över 50 gravar. I området finns även flera bronsåldersgravar och skärvstenshögar, och en boplats från tiden har legat vid Åsby.
Bytomten ligger på en höjdplatå över den nu utdikade Apalsjön. Gårdarna ligger i en klunga omgivna av stengärdesgårdar som fortsätter ned till sjöns tidigare strand. De flesta byggnaderna härrör från slutet av 1800-talet och början av 1900-talet. Enstaka äldre stugor finns dock, bland annat en enkelstuga från tidigt 1800-tal.